# Agneau tartare

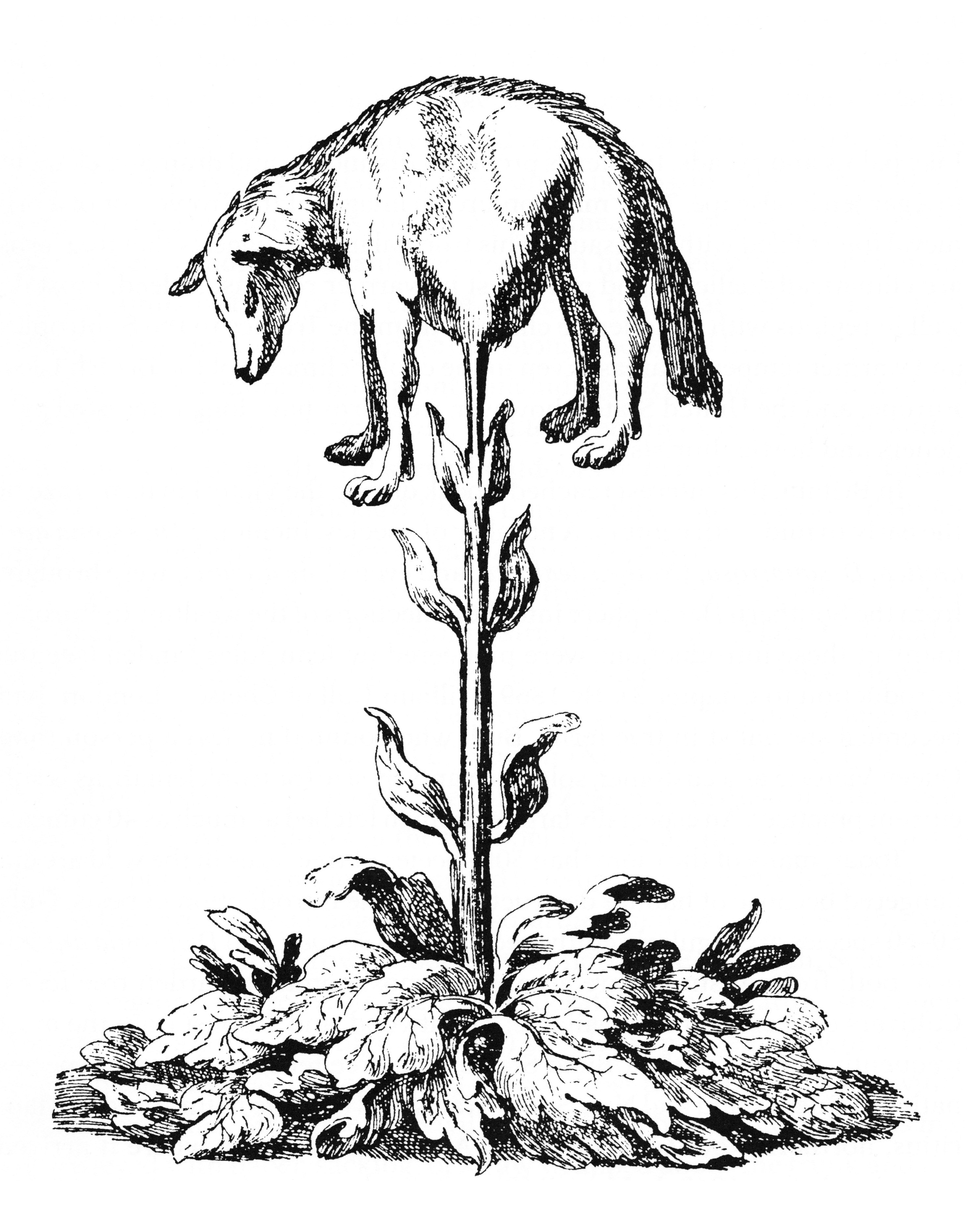
L'agneau végétal de Tartarie

L'agneau tartare ou agneau de Scythie ou Barometz ou Lycopodium barometz (nom scientifique : Agnus Scythicus) est un zoophyte légendaire.

## Caractéristiques
Dans son livre, The Vegetable Lamb of Tartary (1887), Henry Lee décrit l'agneau légendaire comme étant considéré à la fois comme un véritable animal et comme une plante vivante.
Cependant, il déclare que certains écrivains ont cru que l'agneau était le fruit d'une plante, poussant en avant de graines ressemblant à des melons. D'autres croyaient que l'agneau était un membre vivant de la plante qui, une fois séparée de celle-ci, périrait. On croyait que l'agneau végétal avait du sang, des os et de la chair comme celle d'un agneau normal. Il était relié à la terre par une tige, semblable à un cordon ombilical qui soutenait l'agneau au-dessus du sol. Le cordon pouvait fléchir vers le bas, permettant à l'agneau de se nourrir de l'herbe et des plantes qui l'entouraient. Une fois que les plantes à portée de main ont été mangées, l'agneau meurt. Comestible, son sang était soi-disant doux comme du miel. Sa laine était censée être utilisée par les autochtones de sa patrie pour faire des couvre-chefs et d'autres vêtements. Les seuls animaux carnivores attirés par l'agneau (autres que les humains) étaient les loups.

## Mention
La plante est décrite dans l'ouvrage de 1646 Pseudodoxia Epidemica de Sir Thomas Browne.
Diderot consacra l'article « Agnus scythicus » à cette créature dans le tome I de l'Encyclopédie.
L'agneau tartare est aussi mentionné dans Le Livre des êtres imaginaires de Borges.

## Origines possibles
Il y a mention d'un animal-plante similaire dans le folklore juif dès l'an 436. Cette créature, appelée le Yeduah (ידוע, ידעוני, ou אַדְנֵי הַשָׂדֵה), était comme un agneau dans la forme, germé depuis la terre et reliée à une tige. Ceux qui allaient chasser le Yeduah ne pouvaient que récolter la créature en la coupant de sa tige avec des flèches ou des fléchettes. L'animal mourrait et ses os pouvaient être utilisés dans les cérémonies de divination et de prophétie.
Une version alternative de la légende parle du « Faduah », un animal-plante de forme humaine relié à la terre à partir d'une tige attachée à son nombril. Le Faduah était censé être agressif, attrapant et en tuant toute créature qui errait trop près. Comme le Barometz, il mourrait une fois détaché de sa tige.

## À la source de la légende
Les versions antérieures de la légende parlent de l'agneau en tant que fruit, issu d'une graine de melon ou de cucurbitacée, parfaitement formée comme si elle était née naturellement. Au fil du temps, cette conception a été remplacée par l'idée que la créature était à la fois un animal vivant et une plante vivante. Gustaaf Schlegel, dans son travail sur les diverses légendes de l'agneau végétal, parle d'un agneau né sans ses cornes, mais avec deux bouffées de cheveux blancs et bouclés à la place.
Jean de Mandeville est crédité d'avoir apporté la légende à l'attention du public d'Angleterre au XIVe siècle lors du règne d'Édouard III. Mandeville revint de Tartarie en décrivant un étrange fruit en forme de gourde qui était cultivé. Une fois mûr, le fruit était ouvert, révélant ce qui ressemblait à un agneau de chair et de sang mais manquant de la laine. Le fruit et l'agneau pouvaient alors être mangés.
Frère Odoric du Frioul, tout comme Mandeville, a beaucoup voyagé et a prétendu avoir entendu parler de gourdes en Perse qui, à maturité, s'ouvraient pour contenir des bêtes semblables à des agneaux.
Au milieu du XVIe siècle, Sigmund von Herberstein, qui fut de 1517 et 1526 l'ambassadeur auprès des empereurs Maximilien Ier et Charles Quint, présenta dans ses « Notes sur la Russie » un récit beaucoup plus détaillé du Barometz. Il prétendit avoir entendu de trop nombreuses sources crédibles pour douter de l'existence de l'agneau et a donné l'emplacement de la créature comme étant près de la mer Caspienne, entre les rivières Jaick et Volga. La créature cultivée à partir des graines ressemblant à des melons, fut décrite comme faisant deux pieds et demi de haut (80 cm), semblable à un agneau sous certains aspects. Elle a été décrite comme ayant du sang, mais pas de la vraie chair car elle ressemblait plus à celle d'un crabe. Contrairement à un agneau normal, ses sabots étaient faits de poils séparés. C'était la nourriture préférée des loups et d'autres animaux.
Le savant et médecin allemand Engelbert Kaempfer accompagna une ambassade en Perse en 1683 avec l'intention de localiser l'agneau. Après avoir parlé avec les habitants indigènes et n'avoir trouvé aucune preuve de son existence, Kaempfer a conclu qu'il n'était rien d'autre qu'une légende. Cependant, il a observé la coutume d'enlever un agneau à naître de l'utérus de sa mère afin de récolter la laine molle et a cru que cette pratique était une source possible de la légende. Il a spéculé en outre que les spécimens de musée de la laine fœtale pouvaient être confondus avec une substance végétale.

## Culture populaire
Le Barometz est mentionné dans Chat sœur deux trop fée, histoire de Donald écrite par Don Rosa.
Dans la populaire série de mangas Monster Musume, les personnages Cott et Ton sont représentés comme des Barometz anthropomorphisés.
La graine de baromette est également disponible dans le jeu vidéo Odin Sphere en guise de nourriture ; en plantant une graine de baromette et en relâchant un certain nombre de phozons, la graine pousse et se transforme en petit arbuste. Cet arbuste mène ensuite à maturation deux moutons qui finissent par se détacher d'eux-mêmes de la plante.
Dans la série Netflix issu du manga Gloutons & Dragons, les personnages principaux découvrent dans le donjon un pré verdoyant dans lequel poussent des barometz. N'ayant pu cueillir un barometz mûr, les aventuriers se rabattent sur un fruit dans lequel se trouve un agneau et le cuisinent. La viande aurait un goût de crabe.